# Rugby en Japón

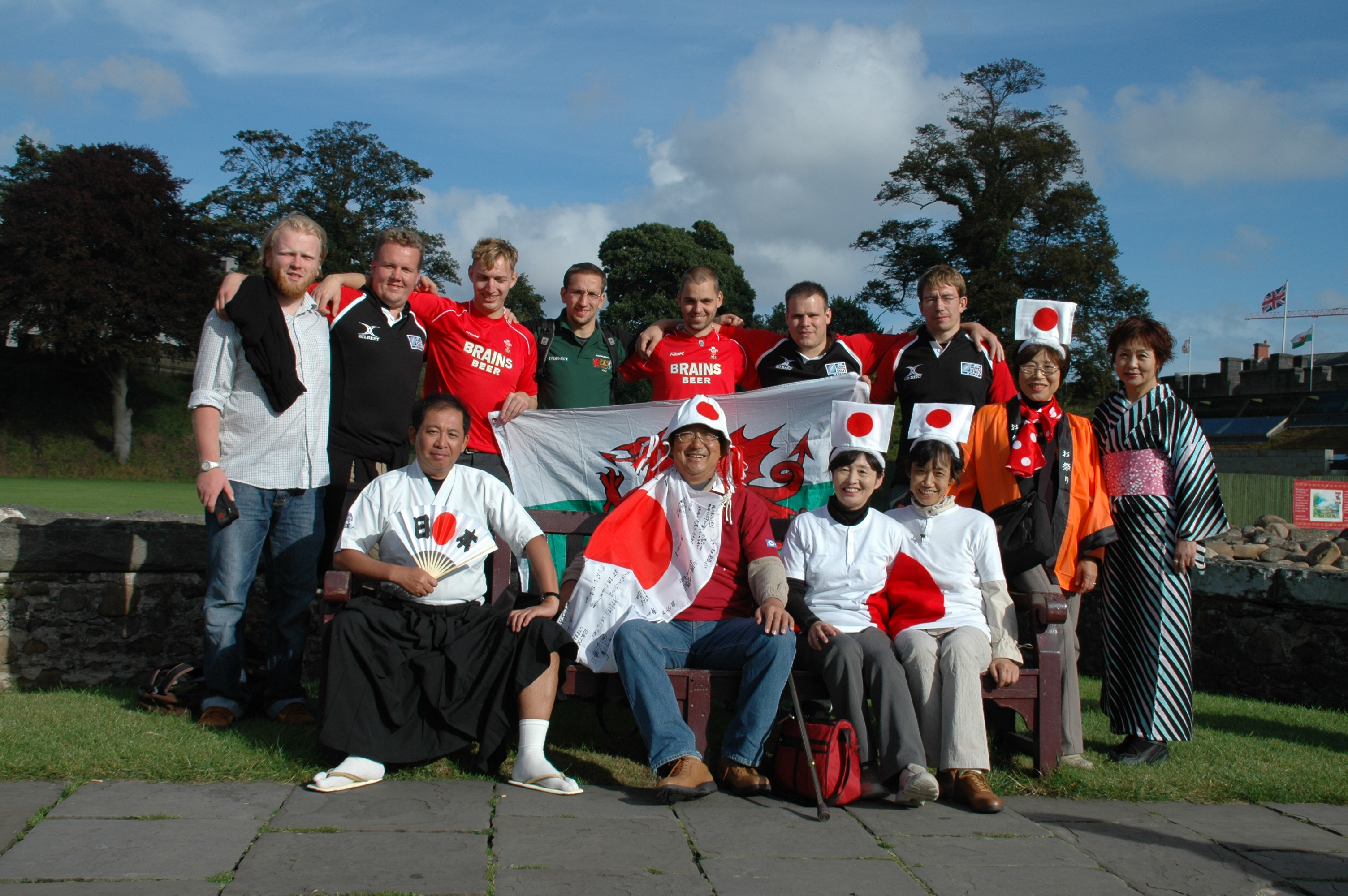
Aficionados al rugby japoneses y galeses en Cardiff, 2007.

El rugby en Japón es un deporte popular. Japón está en cuarto lugar en número de jugadores de rugby union del mundo y el deporte se ha jugado allí durante más de un siglo. Hay 125.000 jugadores japoneses, 3.631 clubes oficiales de rugby y la selección de rugby de Japón está la 10.ª del mundo.

## Cuerpo rector
El rugby en Japón está regido por la Japan Rugby Football Union. Esta federación se formó oficialmente el 30 de noviembre de 1926, y se convirtió en miembro de pleno derecho de la World Rugby (entonces conocida como la International Rugby Football Board, y más tarde como la International Rugby Board) en 1987, justo antes de la Copa Mundial de Rugby de 1987. La JRFU también obtuvo un puesto en el Comité Ejecutivo de esta organización en aquella época. Es también un miembro fundador de la Asian Rugby Football Union ("Federación de rugby de Asia").

## Historia

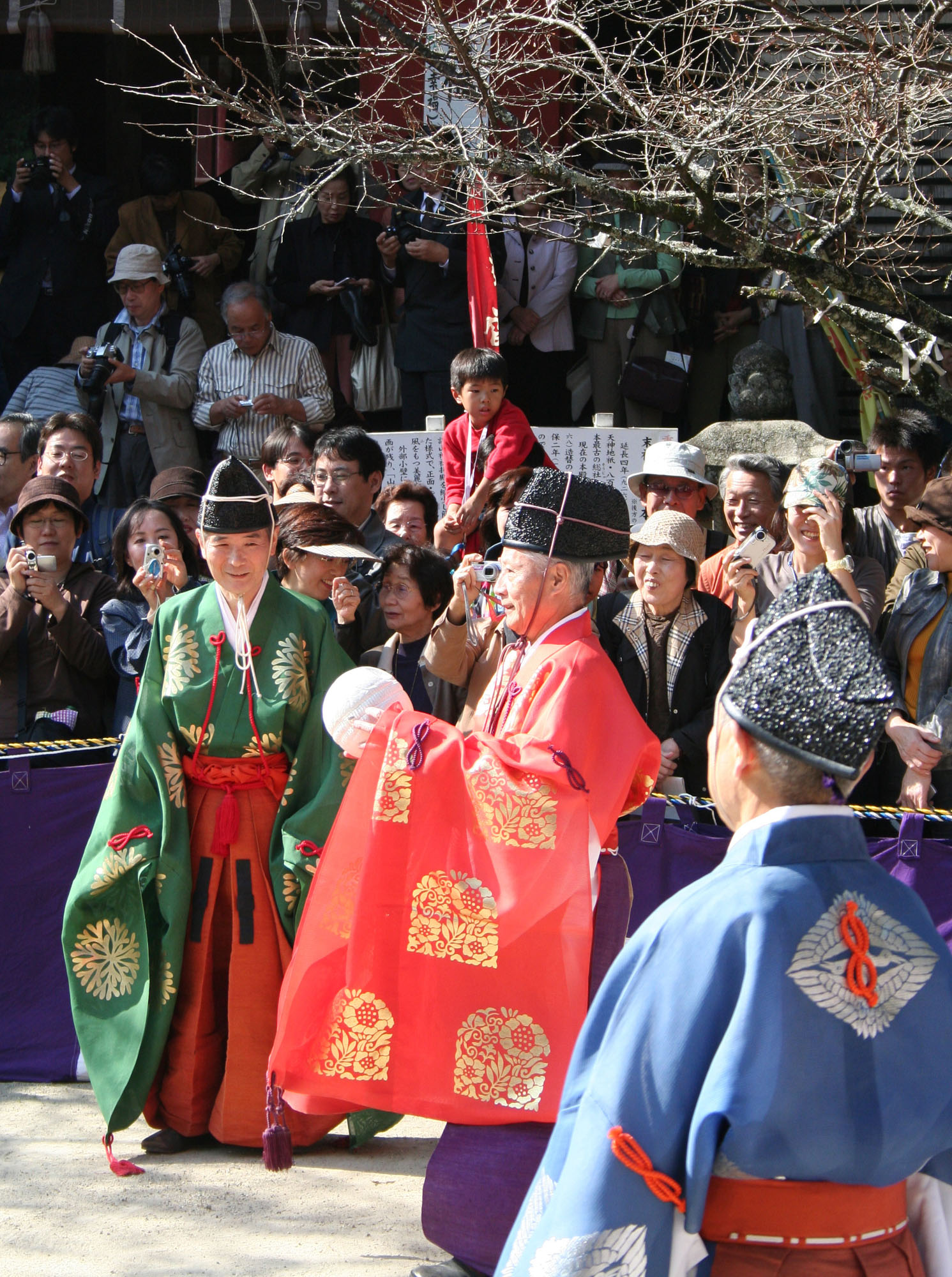
Un juego de Kemari en el santuario de Tanzan.

Antes de la llegada del rugby, en Japón se jugaba al kemari (en japonés: 蹴鞠), que en algunos aspectos fue un desarrollo paralelo al fútbol, y en menor medida al rugby. Se dice que el kemari entró en Japón desde China alrededor del año 600, durante el período Asuka, y se basaba en el deporte chino de cuju. El objetivo del Kemari era mantener una pelota en el aire, con todos los jugadores cooperando para lograrlo. La pelota, conocida también como una mari, estaba confeccionada con piel de ciervo con el pelo hacia el interior y el cuero en el exterior. Se ha revivido el Kemari en tiempos modernos, y los jugadores aún lucen los trajes tradicionales para este juego.

### Primeros años
Como muchas costumbres occidentales, el rugby llegó rápidamente a Japón - se jugaba allí menos de una década después de que los Estados Unidos y las potencias europeas emplearan la "diplomacia de cañonero" que obligó a Japón a abrir sus fronteras. Cuando llegó, los japoneses lo acogieron con entusiasmo. Algunos japoneses apreciaron los valores del juego, viendo en él casi una expresión de los valores caballerescos del bushido.
El primer equipo documentado fue en 1866 con la fundación del Club de Yokohama. El comité regulador del club estaba formado por destacados alumnos de los colegios de Rugby, Radley y Winchester, incluyendo a los capitanes Charles Rochefort y Robert Blount del Regimiento n.º 20 de Infantería y Lord Walter Kerr, teniente de la Royal Navy. Pronto les siguieron otros alumnos de la escuela de Rugby, incluyendo George Hamilton que se convirtió en capitán del equipo de Yokohama. Los partidos que se jugaban, principalmente entre personal de servicio, tenían lugar en el terreno de desfile de la guarnición en Yamate, Yokohama.

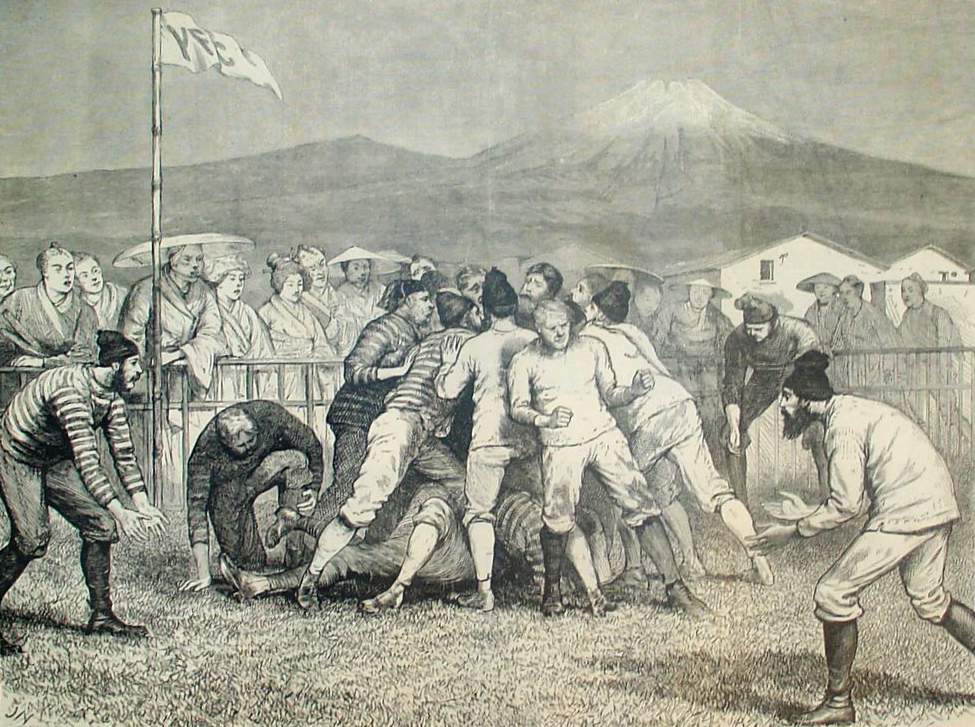
Jugando al rugby en Yokohama, 1874

En 1874 hay documentos que también ilustran a marineros británicos jugando en Yokohama. Otros partidos se jugaron en distintos puertos abiertos por los tratados como Kobe entre equipos de residentes de larga estancia y tripulaciones de barcos que estaban de visita, guarniciones, etc., pero rara vez se involucraban japoneses.
La fecha de participación local japonesa en el deporte que más frecuentemente se cita es el año 1899, cuando estudiantes de la universidad de Keio conocieron el juego gracias al profesor Edward Bramwell Clarke (nacido en Yokohama) y Ginnosuke Tanaka (田中 銀之助). Tanto Clarke como Tanaka eran graduados de la universidad de Cambridge. El rugby japonés sólo empezó a crecer a partir de los años veinte. Clarke enseñó inglés y entrenó al rugby en Keio desde 1899 hasta 1910, después de lo cual una lesión en su pierna derecha le obligó a dejar el juego.
Clarke dijo que quería dar a sus estudiantes algo constructivo que pudieran hacer, pues
"parecía que no tenían nada que los ocupase en el exterior en los largos días después del verano y el invierno. Aún no había llegado el béisbol de invierno, y los jóvenes perdían el tiempo desperdiciando las horas y el estupendo tiempo exterior."

### Principios delsigloXX

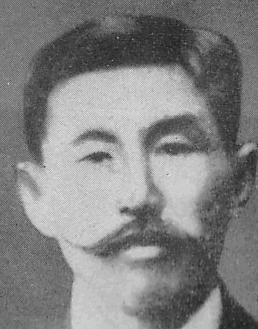
Ginnosuke Tanaka, uno de los padres fundadores del rugby japonés.

Las universidades de Meiji, Keio y Waseda se convirtieron en centros significativos del juego en Japón, y de hecho el partido que anualmente juegan Keio contra Waseda se ha celebrado ininterrumpidamente desde el año 1924.
En 1901, la universidad de Keio jugó contra los "Extranjeros de Yokohama" perdiendo 35-5, pero el juego demostró que las barreras raciales en el deporte se estaban derribando. El profesor Clarke jugó en este juego, asumiendo la conversión, después de que un estudiante llamado Shiyoda anotara un ensayo.
La federación japonesa publicó un panfleto sobre aquella época llamado La tierra de la melé naciente. (un juego de palabras con el nombre japonés del país, "Nihon", que significa "La tierra del Sol naciente"), y la familia imperial japonesa habían apoyado decididamente el deporte durante muchas décadas.
A partir de Keio, el rugby japonés se extendió a otra universidades de Japón, y hasta la fecha, siguen siendo el baluarte del juego en Japón. Doshisha y Waseda jugaron el primer partido entre universidades en el año 1923.
El crecimiento del rugby japonés a principios del siglo XX fue astronómico. Para los años veinte, había casi 1.500 clubes de rugby, y más de 60.000 jugadores registrados, lo que significaba que sus recursos eran mayores que los de Escocia, Gales e Irlanda combinados. A pesar de estas cifras realmente impresionantes, el rugby japonés estaba extremadamente aislado, y era hasta cierto punto insular. Las primeras giras de equipos extranjeros por Japón no se dieron hasta los años treinta.
Japón y Canadá, tuvieron la primera gira fuera de las principales naciones "tradicionales" del rugby. Japón fue de gira por la Columbia Británica en 1930, y Canadá fue de gira por Japón en 1932. Canadá ganó 5/6 de sus primeros partidos en Japón, antes de caer derrotada 38-5 por la selección nacional de Japón, en frente de un público de 25.000 personas el 31 de enero de 1932. El equipo canadiense había sido llevado a Japón por una delegación comercial.
Los canadienses atribuyeron su derrota a "entretenimiento excesivo, demasiados partidos en un breve período de tiempo, y el inspirado juego de los japoneses frente a la nobleza de Japón reunida."
En 1934, un equipo formado por alumnos de las universidades australianas fueron de gira por Japón, y perdieron frente a Keio y Waseda, en frente de un público de más de 20.000.

### Príncipe Chichibu

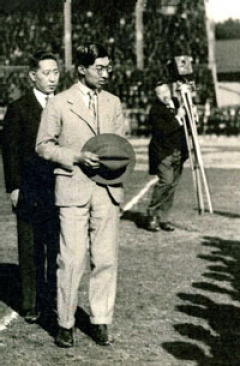
El príncipe Chichibu, hermano menor de Hirohito fue un gran deportista, y ayudó a promocionar el rugby en Japón.

Tras la Segunda Guerra Mundial, el príncipe Chichibu fue el presidente honorario de muchas organizaciones deportivas, y se le apodaba el "príncipe deportista" debido a sus esfuerzos para promocionar el esquí, el rugby y otros deportes.
Se "convirtió" al rugby después de que Shigeru Kayama, presidente de la federación japonesa, regresara de un largo viaje por mar y fuera capaz de "vender" el juego al príncipe Chichibu. Acudió a la universidad de Oxford, pero solo estuvo allí por un trimestre, y tuvo que regresar cuando murió su padre, el emperador Taishō. En Japón, su interés se vio fortalecido cuando vio jugar Keio contra Waseda. Él mismo se convirtió en presidente de la federación en 1926.
Tras su muerte, el estadio de rugby de Tokio en Kita-Aoyama 2-chome fue rebautizado como estadio de rugby Chichibunomiya (秩父宮ラグビー場|Chichibunomiya Ragubī-jō). Se erigió allí una estatua del príncipe Chichibu en uniforme de rugby.

### El régimen Tōjō y la Segunda Guerra Mundial
A finales de la década de los años treinta y principios de los cuarenta, el régimen fascista japonés tendía a ser hostil al juego, pues se veía como particularmente extranjero, a pesar del hecho de que la familia real japonesa siguiera apoyando el juego. Como resultado de esto, al rugby se le dio una nueva denominación, tokyu, lo que significaba "pelota luchadora".
Entre las consecuencias de la Segunda Guerra Mundial están que murieron muchos jugadores japoneses, mientras que gran parte de la infraestructura rugbística fue destruida por los bombardeos. Sin embargo, siguieron jugándose partidos 
durante la guerra hasta el año 1943, cuando el control militar de los campos y la falta de jugadores disponibles se cobraron su precio.

### Período de posguerra
El rugby japonés tuvo una recuperación sorprendentemente rápida en el período de posguerra, a pesar de los amplios daños en la infraestructura, y la muerte de muchos jugadores. En septiembre de 1945, menos de un mes después del fin de la guerra, un anuncio pidiendo jugadores de rugby en Hokkaido consiguió atraer a no menos de cincuenta personas a una reunión. El 23 de septiembre de 1945, se celebró el primer partido entre escuelas posterior a la guerra, en Kioto. Aceros Kobe promocionó el juego entre sus trabajadores a finales del año 1945, creyendo que así se elevaría la moral, y sentó un precedente para lo que más tarde sería una gran implicación de las corporaciones en el rugby japonés.
En los años cincuenta, por Japón fueron de gira dos de los principales equipos universitarios de Inglaterra. La universidad de Oxford visitó Japón en 1952 y 1956, y la universidad de Cambridge hizo un tour allí en 1953. En 1959, un equipo combinado Oxbridge hizo una gira por el país. Los Junior All Blacks también visitaron el país en esta época.
Japón derrotó a los Junior All Blacks 23-19 en 1968 tras perder los primeros cuatro partidos en una gira de Nueva Zelanda, pero ellos ganaron los últimos cinco.

### Años 1970
En 1971, Inglaterra hizo una gira por Japón. Shiggy Konno admitió que la falta de altura entre los jugadores japoneses era un problema, pero afirmó que eso hacía:
"más fácil coger el oval, hundirse en la melé y, en general, moverse por el campo más rápidamente. Aquí es donde radica nuestra fuerza, y tenemos que jugar con ello."
Los japoneses (entrenados por Onishi Tetsunosuke, profesor de la universidad de Waseda) perdió por solo 3-6 frente a Inglaterra en Tokio el 29 de septiembre de 1971 en el año del centenario de la RFU.
La primera visita de Japón a Gran Bretaña fue en 1973.
A pesar de los grandes recursos de juego de Japón, tiene un gran problema por la carencia de canchas, puesto que Japón está muy urbanizado y la tierra tiene un elevado valor en el país. Esto hace que a veces un campo se use para partidos desde las seis de la mañana hasta bien entrada la noche. Japón tiene también una loable falta de violencia y vandalismo en su rugby; según una leyenda, un juego entre equipos del ejército en 1975 se desmadró, y como resultado ambas unidades fueron disgregadas, los oficiales al mando despedidos y a cada jugador se les sancionó sine die. Supuestamente, no ha vuelto a haber más problemas desde entonces.
El equipo japonés es conocido por su rapidez y sus grandes recursos pero a veces ha estado en desventaja debido a su menor tamaño en comparación con los jugadores del hemisferio sur y los europeos. Esto, sin embargo, está cambiando, conforme la dieta japonesa va incluyendo cada vez más carne en detrimento del pescado y se parece más a las dietas occidentales. Puesto que Japón es la nación del sumo, no hay ninguna razón evidente por la que ellos no puedan producir jugadores de rugby de gran tamaño.
Como resultado de ello, quizás, Japón no ha tenido buenas clasificaciones en los juegos internacionales. Se han clasificado para todas las copas del mundo y han ganado casi cada uno de los campeonatos de Asia, a pesar de algunos srrios desafíos por parte de Corea del Sur, pero rara vez han derrotado a equipos fuertes. 1990 fue un momento trascendente, cuando derrotaron a Escocia XV, que era el equipo nacional en todo salvo en el nombre. En las copas mundiales, su primera victoria se produjo sobre Zimbabue, quienes se habían clasificado en parte debido a que el representante africano (Sudáfrica fue excluido debido a su racista régimen de apartheid).
Hay también una estatua de un jugador de rugby en las afueras del Estadio Olímpico. Las estatuas de deportistas son relativamente raras en Japón.

### Años 1980
Japón dio un susto a Gales perdiendo por una pequeña diferencia de cinco puntos, 24-29, en Cardiff Arms Park el 2 de octubre de 1983.
El 28 de mayo de 1989 un Japón fuerte, entrenado por Hiroaki Shukuzawa, derrotó a una debilitada Escocia, perdiendo nueve British Lions de gira por Australia, por primera vez en el estadio Chichibunomiya, 28-24. El equipo japonés incluía a algunos incondicionales de Aceros Kobe como el centro Seiji Hirao (capitán), y los segundas líneas Atsushi Oyagi y Toshiyuki Hayashi (38 caps con Japón y un miembro de los mejores XV de la universidad de Oxford de todos los tiempos). Sinali Latu como octavo era entonces un estudiante de cuarto año en la universidad Daito Bunka, y el rápido Yoshihito Yoshida en el ala (n.º 14) era un estudiante de tercer año en la universidad Meiji. Escocia perdió unos increíbles siete golpes de castigo y rechazó el kicking tee que se le ofreció generosamente -como demuestra un vídeo que se conserva del partido. Era casi el mismo equipo japonés que derrotó a Zimbabue en la Copa Mundial de Rugby de 1991.

### Acusaciones de "amateurismo fingido" y jugadores extranjeros en el rugby japonés
Los japoneses han sido tradicionalmente defensores del rugby amateur, pero debe señalarse que tradicionalmente muchos de los equipos han sido de las grandes empresas, y que los jugadores como trabajadores de estas compañías, eran culpables de una forma de "amateurismo fingido". En los años setenta, un número elevado de jugadores extranjeros comenzaron a jugar en Japón, en equipos corporativos. Sin embargo, el rugby japonés no estaba solo en lo que se refiere a esto dentro de la época pre-profesional.
Un gran ejemplo de este fenómeno era el "Wallaby" Ian Williams quien jugó para Aceros Kobe. Williams calculó que en el año 1994 había 100 extranjeros jugando al rugby en Japón, recibiendo el doble del salario local, y pensó que quizá tan sólo media docena tenían "trabajos auténticos". Tan recientemente como en el año 1995, Shiggy Konno escribió en un memorando de 1995 a la IRB que "No se me ha asegurado que nuestras instrucciones se hayan respetado [en relación al profesionalismo]."
Otros jugadores internacionales destacados en Japón, incluyendo al internacional tongano Sinali Latu acabaron jugando para el equipo nacional japonés, mientras que toda una gran variedad de internacionales como Norm Hadley y Joe Stanley se habían convertido en empleados de varias empresas japonesas. Un destacado defensor japonés del amateurismo fue Shiggy Konno.

### Años 1990
En los años noventa se iba a celebrar un torneo de países de la costa del Pacífico, que incluía los Estados Unidos, Canadá, Japón, Hong Kong, Tonga, Fiyi, Samoa, y Argentina (que no tiene costa pacífica), pero el intento fracasó al no encontrarse el patrocinio necesario de dos millones de dólares.

### Actualidad
Los métodos de entrenamiento japoneses han sido criticados por centrarse más en la disciplina que en la iniciativa. Un ejercicio habitual es el "run pass", que implica que los jugadores corran a lo largo del campo y vayan intercambiando pases, a menudo durante una hora o más.

### Yoshirō Mori

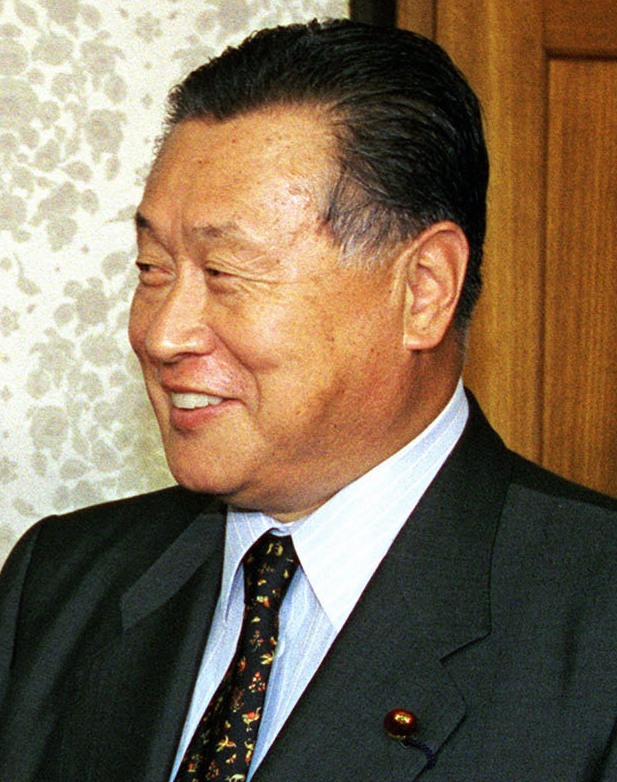
PM Yoshiro Mori

El anterior primer ministro japonés, Yoshirō Mori (森 喜朗) jugó al rugby en la universidad de Waseda y desarrolló una gran pasión por el juego, aunque nunca alcanzó un gran nivel. En junio de 2005, se convirtió en presidente de la Federación de rugby japonesa y se creyó que su apoyo ayudaría a que se celebrara la Copa Mundial de Rugby de 2011 en Japón, pero en lugar de ello, la organización se concedió a Nueva Zelanda a finales de noviembre de 2005. Esto llevó a que Mori acusara a los miembros de la Mancomunidad de Naciones de "pasarse la pelota entre sus amigos." La Copa Mundial de Rugby de 2019 se celebrará en Japón, la primera vez que ocurre esto en Asia.
En una ocasión, cuando Mori discutió su relación con los demás miembros de la coalición gobernante, dijo: "En el rugby, una persona no se convierte en estrella, una persona juega para todos, y todos juegan para uno."

## Copa Mundial de Rugby de 2019

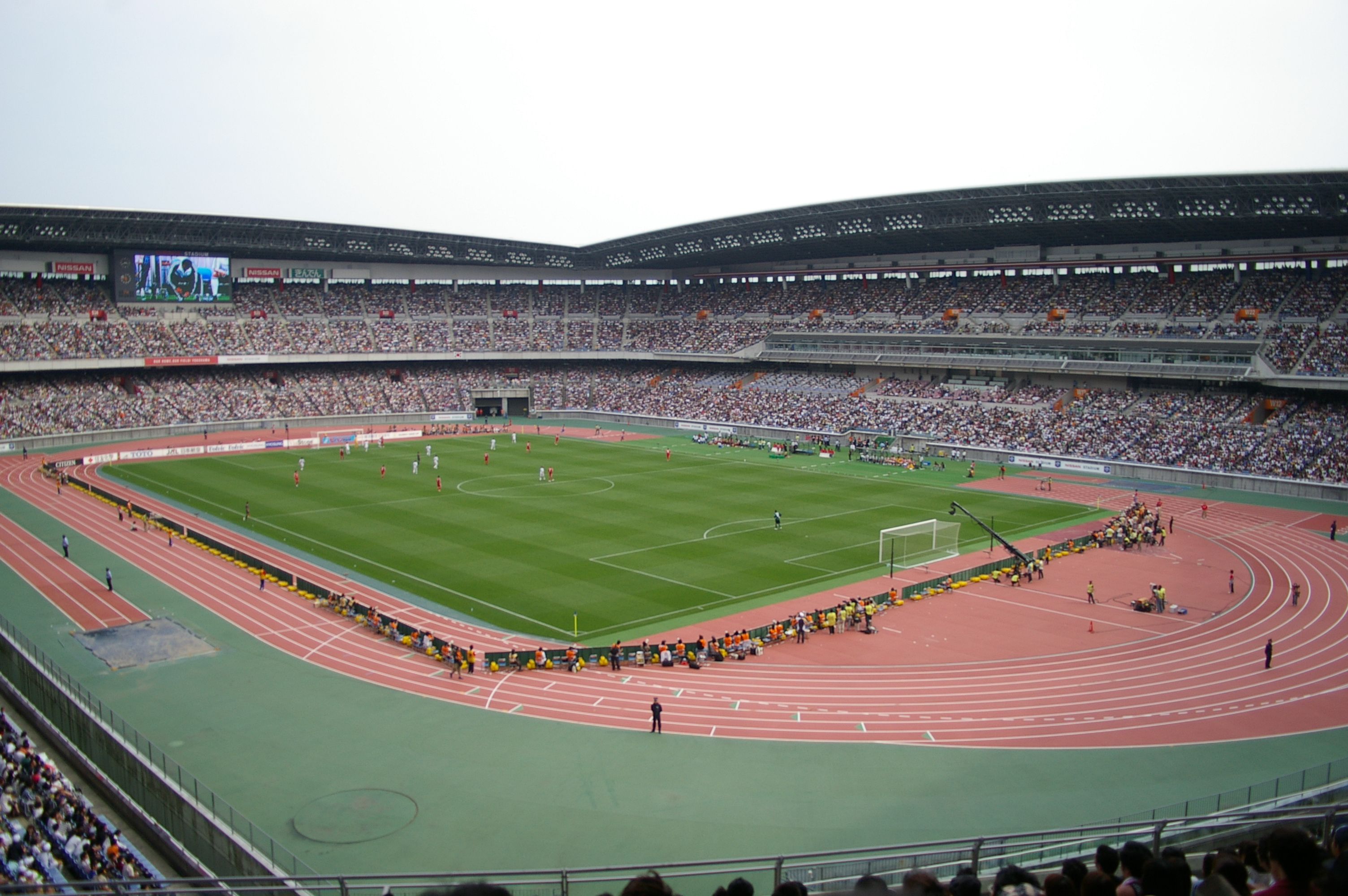
Interior del Estadio Nissan, que se espera albergue la Copa Mundial de Rugby de 2019.

En un encuentro de la IRB especial celebrada en Dublín el 28 de julio de 2009, se anunció que Japón sería anfitriona de la Copa Mundial de Rugby de 2019.

### Lista de estadios
Además de los doce locales que se encuentran en Japón.
- Sapporo Dome, Sapporo (41.410)
- Kamaishi Recovery Memorial Stadium, Kamaishi (16.187)
- Kumagaya Rugby Ground, Kumagaya (24.000)
- Tokyo Stadium, Tokio (49.970)
- Nissan Stadium, Yokohama (72.327)
- Ogasayama Sports Park Ecopa Stadium, Shizuoka (50.889)
- Toyota Stadium, Toyota (45.000)
- Hanazono Rugby Stadium, Higashi-osaka (30.000)
- Estadio de las Alas de Kobe, Kobe (30.312)
- Hakatanomori Football Stadium, Hakata (22.563)
- Kumamoto Prefectural Athletic Stadium, Kumamoto (32.000)
- Estadio del Gran Ojo de Oita, Oita (40.000)

## Competiciones nacionales

### Top League
En 2003, se creó la Top League para mejorar los estándares generales del rugby japonés. Es la primera liga nacional de Japón y el primer paso hacia el profesionalismo. Hasta ahora la liga es un éxito con muchos juegos competidos e interesantes, aunque el público asistente no sea muy alto y tienda a limitarse a aficionados acérrimos y empleados de las compañías.
Véase también Top League 2010–11.

### Campeonato Todo-Japón
Se juega al final de la temporada e incluye a equipos de la Top League, las dos mejores universidades y el equipo del club campeón.

### Copa Lixil
La Copa Lixil, anteriormente conocida como la Copa Microsoft, es un torneo de rugby por eliminación que inicialmente esponsorizó Microsoft Japón. Se juega entre los equipos mejores de la Top League.

### Campeonato de rugby universitario
Los campeonatos de rugby de universidades japonesas se celebra anualmente.

### Campeonato de rugby de clubes
La final de decimoquinto campeonato de clubes anuales se celebró el 17 de febrero de 2008 en Chichibunomiya entre el club Tamariba y los Rokko Seahawks y la ganó el primero de ellos 21-0. El club campeón, Tamariba, entrará en la primera ronda de los campeonatos de Todo-Japón.

### Torneo nacional de rugby de institutos
El Torneo nacional de rugby de institutos se celebra anualmente en el estadio de rugby Kintetsu Hanazono en el Este de Osaka, desde finales de diciembre hasta principios de enero. Las 47 prefecturas de Japón están representadas, con otros cuatro equipos extra (uno de Hokkaido, otro de Tokio y dos de la prefectura de Osaka) para que cuadren los números.
Es un campeonato escolar nacional de mucho éxito, con más de 1.200 equipos compitiendo.

## Equipo nacional

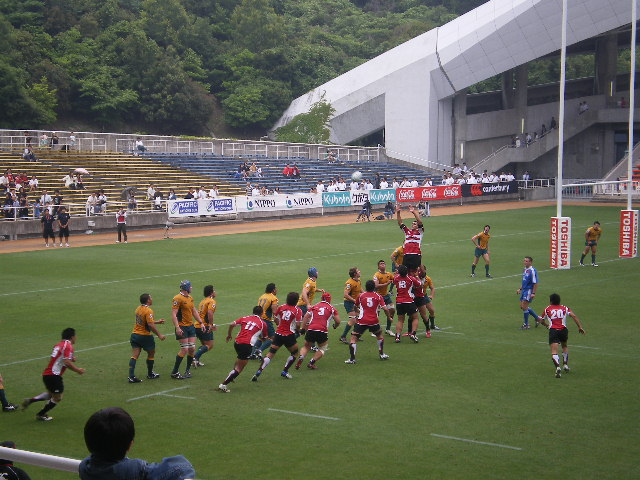
Japón contra Australia A, 8 de junio de 2008

El equipo nacional (al que se le llaman "Los sakuras") estaba el 13.º del mundo según el ranking del World Rugby el 8 de junio de 2015 (World Rugby Ranking). Después de la Copa Mundial de Rugby de 2015 llegó al puesto 10.º
Con la relativa debilidad de Asia en el rugby, Japón lucha por conseguir competición seria. El resutlado es que Japón se encuentra atrapado en el medio: un gran pez en el pequeño estanque del rugby asiático, pero aun así en el presente es un pececillo en el vasto océano del rugby internacional.
El equipo nacional está también habitualmente reforzado por la Copa del Mundo cuando uno o dos jugadores nacidos en el extranjero que pueden jugar con Japón según las normas de la World Rugby. De estos Andrew Miller y Andrew McCormick, ambos de Nueva Zelanda, y Sinali Latu de Tonga han sido los más exitosos.

### Copa Mundial de Rugby
Japón ha jugado en todas las Copas mundiales de rugby desde el torneo inaugural en 1987. Ellos albergarán el torneo por vez primera en el año 2019. Con su victoria sobre Sudáfrica en 2015 ganaron su segundo partido en una copa del mundo. Siguieron adelante para convertirse en el primer equipo que ganó tres partidos en la fase de grupos en una sola Copa del Mundo pero no consiguieron pasar a la fase de partido único.

### Super Copa
La Copa Super fue una competición de rugby internacional anual que se jugaba por parte de equipos nacionales de Canadá, Japón, Rusia y los Estados Unidos. Anteriormente fue conocida como la Copa Super Powers, y ahora ha sido reemplazada por la IRB Nations Cup.
Japón ganó el torneo en 2004.

### Pacific Nations Cup
La Pacific Nations Cup es una competición de rugby internacional que se celebra entre seis equipos de la costa del pacífico: Fiyi, Japón, Samoa Occidental, Tonga, Australia A y Māori All Blacks. Los Junior All Blacks (segundo XV neozelandés, no un equipo de jóvenes) solía competir en ella.

### Cinco naciones de Asia
El Cinco naciones de Asia es una nueva competición para desarrollar el rugby en Asia, comenzando en 2008. Detalles de la competición de 2008 están aquí.

### Sevens de Japón
La temporada de 2011–12 de la Serie Mundial de Rugby 7, un circuito anual con los equipos nacionales masculinos en rugby a siete, vio el debut del recién creado torneo Sevens de Japón. El acontecimiento fue planificado a lo largo de un fin de semana en Chichibunomiya; la primera edición abarcó los meses de marzo y abril.
Tras la serie de 2014–15, Tokio fue eliminado de la plantilla de las series y reemplazado por Singapur.

## Popularidad

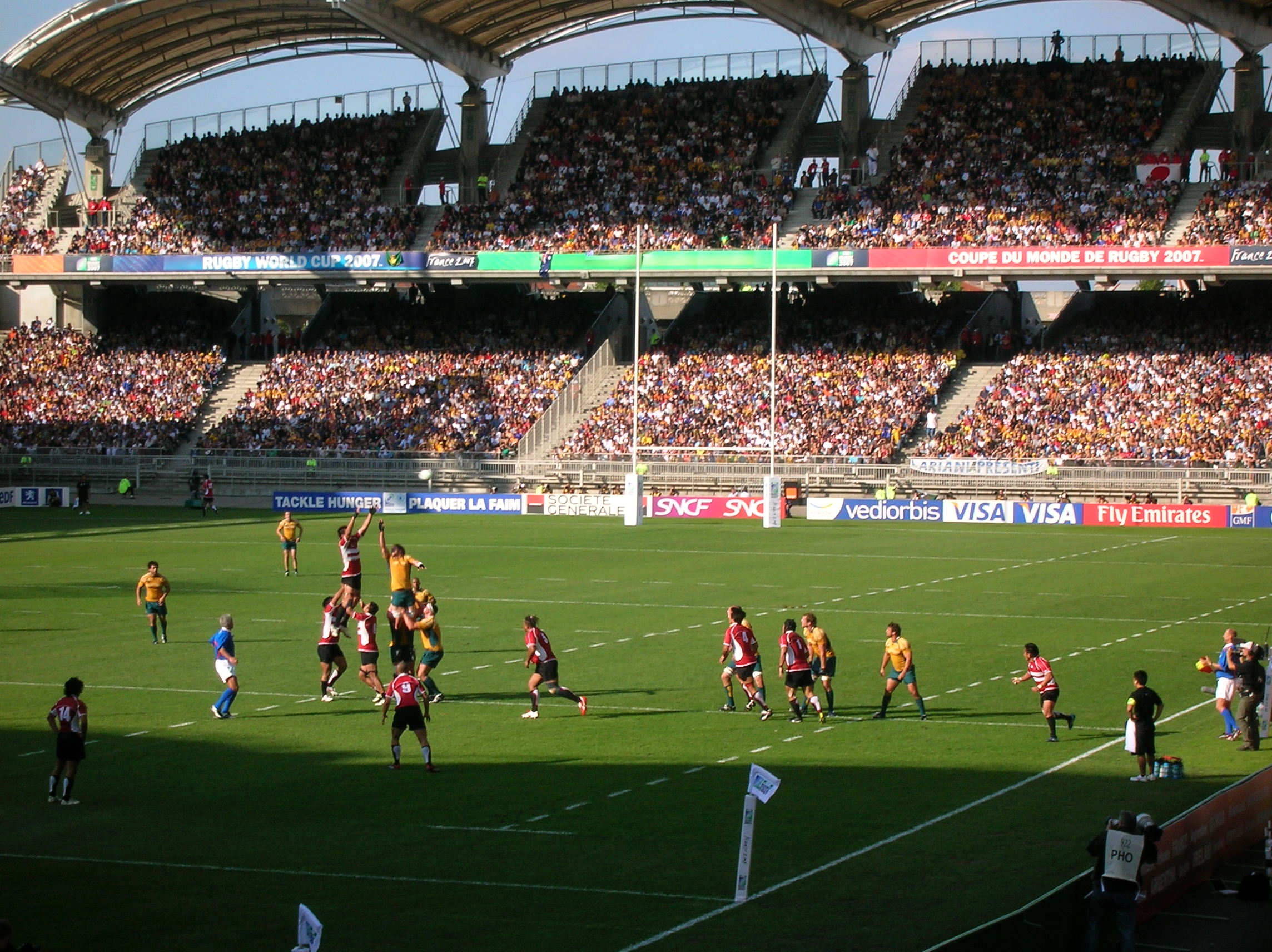
Australia jugando contra Japón (rojo) durante la Copa Mundial de Rugby de 2007.

Como deporte de equipo, el rugby ocupa un lejano tercer lugar en la popularidad detrás del béisbol y el fútbol, y esta realidad es difícil que cambie hasta que el equipo nacional de Japón se convierta en un equipo ganador en el ámbito internacional, especialmente en la Copa Mundial de Rugby. No obstante, se considera que es un deporte con potencial pues el número de jugadores federados (125.000) es semejante al número de jugadores de algunas de las naciones más destacadas el rugby internacional.
En la actualidad, el rugby se ve raramente en los canales de televisión, estando restringido a los satélites por suscripción, digital y por cable, lo que obstaculiza su crecimiento. A veces los partidos más importantes aparecen en la televisión NHK TV - por ejemplo la final del campeonato universitario de rugby y la Copa Microsoft.